# Voices (låt)
Voices är en låt med Tusse från 2021. Låten är skriven av Anderz Wrethov, Jimmy Thörnfeldt, Joy Deb och Linnea Deb. Låten var med och tävlade i Melodifestivalen 2021 där den slutade som segrare och representerar Sverige i Eurovision Song Contest 2021. Tusse framförde låten i den tredje deltävlingen av Melodifestivalen 2021 och gick direkt vidare till final. Där vann den både tittarnas och den internationella jurygruppens röster och fick totalt 175 poäng, 57 poäng fler än tvåan (Eric Saade).
Låten representerade Sverige i den första semifinalen av Eurovision Song Contest 2021 i Rotterdam, den 18 maj. Låten var en av de tio bidragen som fick flest poäng och gick därmed vidare till finalen av ESC den 22 maj.
I finalen av Eurovision den 22 maj 2021 fick låten 46 poäng av juryn samt 63 poäng av tittarrösterna. Det gav Tusse totalt 109 poäng i omröstningen. Tusse hamnade på 14:e i finalen.

## Voices iMelodifestivalen
Medverkande:
- Dansare: Keisha von Arnold (husdansare), Fatou Bah, Lamin Holmén och Timothy Waliggo Kakeeto.[4]

- Huskör utanför scen: Lars Säfsund[4]

Bakom bidraget:
Nummerkreatörer och koreografer: Lotta Furebäck, Sacha Jean-Baptiste och Jennie Widegren.
Effekter och rekvisita:
- Externt ljus[4]

- LED: Förinspelat material.[4]

Antal kameraklipp: Cirka 70 st

## Listplaceringar
| Lista(2021)                 | Topplacering |
| --------------------------- | ------------ |
| Sverige (Sverigetopplistan) | 3            |